# Parafia św. Antoniego Padewskiego w Biedrzychowicach
Parafia św. Antoniego Padewskiego w Biedrzychowicach – parafia rzymskokatolicka w dekanacie Gryfów Śląski w diecezji legnickiej. Erygowana w 1972.
Miejscowości należące do parafii: Kałużna, Karłowice, Nowa Świdnica, Zapusta.